# Urban Golob
Urban Golob, slovenski glasbenik, alpinist in fotograf, * 18. maj, 1970, Ljubljana, † 26. februar 2015, Ljubljana.
Pri osmih letih starosti je zbolel za tumorjem v ustni votlini in prestal mnogo zdravstvenih posegov, ki so mu na obrazu pustili nekatere fizionomične spremembe. Med okrevanjem se je aktivno posvetil hoji v gore, na Srednji glasbeni in baletni šoli v Ljubljani pa se je učil tolkalnih instrumentov. Na Filozofski fakulteti v Ljubljani je diplomiral iz geografije in sociologije kulture ter magistriral iz socioloških znanosti s področja alpinizma in medijev. Sodeloval je z mnogimi slovenskimi jazzovskimi in popularnimi glasbeniki, od tega je bil med letoma 1994 in 2000 bobnar pri zasedbi Mali bogovi.
Bil je tudi urednik fotografije pri reviji Grif in kasneje "Svet & ljudje" ter sodeloval pri slovenski izdaji revije "Geo". Soustvarjal je spletni portal Friko.si. Alpinist od leta 1987, inštruktor športnega plezanja pa od 1997. Pisal je tudi scenarije, njegovo zadnje delo je scenarij za dokumentarec o Tonetu Škarji, "Tone, javi se!" (Fil Rouge/TV Slovenija, 2014).
Njegov brat je kontrabasist Žiga Golob.

## Izbor pomembnejših vzponov
Od leta 1985 je opravil več kot 800 alpinističnih vzponov ter preplezal okoli 80 prvenstvenih smeri v Sloveniji in po svetu.
- Peak 41 (6654 m), zahodna stena, TD+ (V, 4+), 1500 m, prvenstvena smer in prvi vzpon na vrh, Uroš Samec in Matic Jošt, 14.-16.10.2000
- Prvo zimsko prečenje slovenskih Alp (od Tolmina do Maribora), 1998
- Loška stena, Bavh: Točno opoldne, V, 6, M, 700, PrV vzpon, - Tadej Golob, februar 1997
- Vališke Alpe, Breithorn: Nektar, V, 6, (ED), 700 m, PrV, - Tadej Golob, Dušan Polenik, julij 1997
- Les Droites: Colton - Brooks, IV, 5, M, (ED), 1050 m, .zP, - Simon Slejko, februar 2003
- Kanada, Bugaboos, Eastpost spire: Gorska pravjica, VI, A3, 300 m, - Slavc Rožič, september 1996
- Sonnblick: Ples v megli, VI-, S6, PrS, (alpinistično smučanje), - Marko Čar, Simon Čopi, Iztok Tomazin
- Stenar: Lepa in drzna, IV, 4-5, 600 m, PrV, - Matej Mejovšek, januar 1998
- Stenar: Severni slap, III, 4, 5-, 400 m, PrV, - Iztok Tomazin, marec 1990
- Košuta, Kladivo (S stena): Črna sobota, III, 3+, 1050 m, solo zPrV, marec 1994
- Travnik, Zarja, VII A2, 400 m, 3.P, - Boštjan Ložar, september 1991
- Škrlatica, vzhodna stena: ITKO, VII+, 300 m, - Iztok Tomazin, avgust 1993
- Zahodna Cina, Cassin-Ratti, VIII-, 450 m, NP, - Miha Vreča, avgust 1991

## Odprave
- 1990: Pakistan: Nanga Parbat
- 1993: Tibet: Šiša Pangma - Normalna smer do 7700 mm odnehal zaradi ozeblin
- 1995: Pakistan, Gašerbrum - počen gleženj in natrgane kite že na dostopu
- 1999: Nepal, Južni Nilgiri - zdravstvene težave
- 2000: Nepal: Ski Everest - fotograf odprave, na gori do 7200 m
- 2001: Peru: Južni Huandoy
- 2002: Nepal: Peak 41 - prvenstvena, prvi pristop na vrh